# Tersløse Sogn
Tersløse Sogn 
ist eine Kirchspielsgemeinde (dän.: Sogn)
auf der Insel Sjælland im südlichen Dänemark.
Bis 1970 gehörte sie zur Harde Merløse Herred im damaligen Holbæk Amt, danach zur Dianalund Kommune im Vestsjællands Amt, die im Zuge der  Kommunalreform zum 1. Januar 2007 in der Sorø Kommune in der Region Sjælland aufgegangen ist.

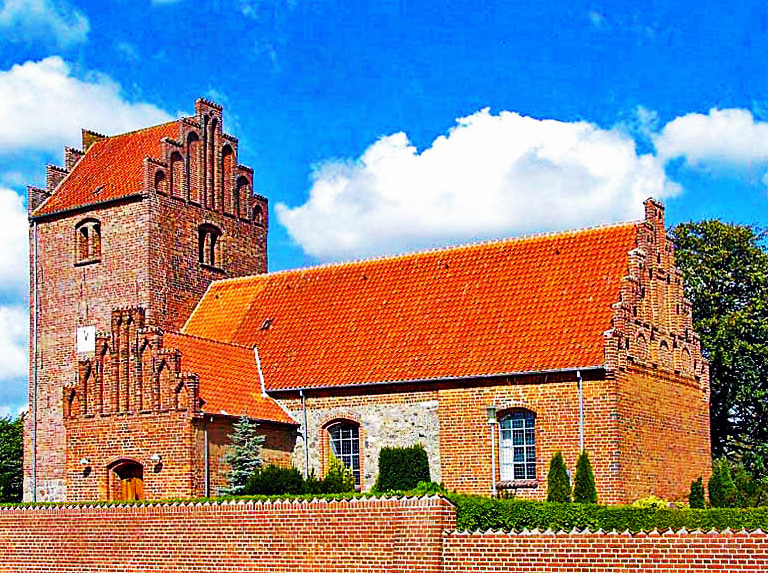
Tersløse kirke

Im Kirchspiel leben 4664 Einwohner, davon 4057 im ehemaligen Kommunenzentrum Dianalund und 228 im Kirchdorf (Stand: 1. Januar 2023).
Im Kirchspiel liegt die Kirche „Tersløse Kirke“ sowie in der Kolonie Filadelfia „Kolonien Filadelfia Kirke“ und „Skovkirken Kolonien Filadelfia“.
Nachbargemeinden sind im Westen Skellebjerg Sogn, im Norden Niløse Sogn, im Nordosten Stenlille Sogn und  im Südosten Munke Bjergby Sogn, ferner in der südwestlich benachbarten Slagelse Kommune Nordrupvester Sogn.